# ФК Тузла Сити
ФК Тузла Сити (раније ФК Слога Симин Хан) је фудбалски клуб из Симиног Хана код Тузле, Босна и Херцеговина. Од сезоне 2018/19. је члан Премијер лиге Босне и Херцеговине.

## Историја
Клуб је основан 1955. године. У сезони 2017/18, клуб је освојио прво место у Првој лиги Федерације Босне и Херцеговине, чиме је изборен пласман у Премијер лигу Босне и Херцеговине, по први пут у клупској историји.
Дана 18. јуна 2018. године, име клуба је промењено из ФК Слога Симин Хан у ФК Тузла Сити.

## Успеси

### Првенство
- Прва лига Федерације Босне и Херцеговине:
  - Победник (1): 2017/18.
- Друга лига Федерације Босне и Херцеговине:
  - Победник (2): 2014/15. (север), 2015/16. (север)